# George Adamson
George Adamson (3. února 1906 – 20. srpna 1989) zvaný „Otec lvů“ byl britský ochránce přírody a spisovatel. On a jeho žena Joy Adamsonová jsou nejvíce známi díky knize a filmu Born Free, které popisují příběh lvice Elsy.

## Život
George Alexander Graham Adamson se narodil 3. února 1906 v Itávě v tehdejší Britské Indii anglickým rodičům. Vzdělání získal v Dean Close School (Cheltenham, Anglie). Poprvé navštívil Keňu v roce 1924. Vystřídal několik zaměstnání, například hledač zlata, obchodník s kozami a profesionální lovec na safari. V roce 1938 začal pracovat v keňském Oddělení pro zvěř a stal se správcem hranice Severního okrsku. O šest let později si vzal za ženu Friederiku Victorii Gessner zvanou „Joy“. V roce 1956 spolu začali vychovávat malou lví samičku pojmenovanou Elsa. Počátkem 60. let o ní Joy postupně sepsala trojici knih Born Free, Living Free a Forever Free, které v češtině vyšly souhrnně pod názvem Příběh lvice Elsy. V roce 1966 vznikl i oscarový film Volání divočiny (v originále Born Free), u kterého byl George Adamson technickým poradcem. Adamson ukončil v roce 1961 své zaměstnání správce Severního okrsku a plně se začal věnovat svým mnoha lvům. V roce 1970 se přesunul do národního parku Kora v severní Keni, kde se snažil pokračovat ve své činnosti reintrodukce lvů a dalších velkých koček do divočiny. Ve stejném roce se de facto rozešel s Joy, s níž nicméně trávil až do její smrti v roce 1980 vánoční svátky.

## Smrt
20. srpna 1989 byl George Adamson zavražděn nedaleko svého tábora somálskými bandity. Když jel ve svém terénním voze zachránit svého asistenta a mladého evropského turistu do parku Kora, banditi auto rozstříleli a jeho zasáhli mnoha kulkami. Bylo mu 83 let. Je pohřben v parku poblíž svého bratra Terrance a u svých oblíbených lvů Super Cub a Boy.

## Knihy
| kniha                                        | kniha                                        | rok  | ISBN              | české vydání     | rok  | překlad           |
| -------------------------------------------- | -------------------------------------------- | ---- | ----------------- | ---------------- | ---- | ----------------- |
| Bwana Game (VB), A Lifetime With Lions (USA) | Bwana Game (VB), A Lifetime With Lions (USA) | 1968 | 978-0-00-261051-3 | Můj život se lvy | 1968 | Jan Silvín        |
| My Pride and Joy                             | My Pride and Joy                             | 1986 | 978-0-00-272518-7 | Můj život s Joy  | 1992 | Milena Perglerová |

## Film a televize
- Volání divočiny (Born Free, 1966), film natočený podle knihy stejného jména napsané Joy Adamsonovou pojednávající o lvici Else a jejím návratu do divočiny. Hlavní postavy si zahráli Virginia McKennaová jako Joy a Bill Travers jako George Adamson. George Adamson působil ve štábu jako hlavní technický poradce.
- The Lions Are Free (1967) je dokumentární příběh o osudech lvů Boy, Girl, Ugas, Mara, Henrietta, Little Elsa a dalších, kteří účinkovali ve filmu Volání divočiny.
- An Elephant Called Slowly (1969) je cestopis podle George Adamsona, Billa Traverse and Virginie McKennové.
- Lord of the Lions...Adamson of Africa (1989) film o rezervaci Kora natáčený krátce před jeho smrtí.
- Living Free (1972) je pokračování Born Free ale s jinými herci (Nigel Davenport jako George Adamson a Susan Hampshire jako Joy Adamsonová).
- Christian the Lion (1972) je dokumentární film o lvu jménem Christian a jeho cestě k Georgi Adamsonovi.
- Born Free (1974) je televizní seriál, volná adaptace stejnojmenné knihy.
- To Walk With Lions (1999) je celovečerní film, kde George Adamsona hraje Richard Harris.[6]
- The Born Free Legacy (2005) je dokument z produkce BBC.
- Elsa's Legacy: The Born Free Story (2011) je epizoda ze série PBS Nature.
- Elsa: The Lioness That Changed the World (2011) (Elsa - lvice, která změnila svět) je polohraný dokument z dílny BBC a Davida Attenborougha.